# Ždala
Ždala je naseljeno mjesto u Prekodravlju, u Općini Gola. Na popisu 2001. imala je 718 stanovnika.
Nalazi se na samoj mađarskoj granici i zanimljivost je da gotovo svi stanovnici govore dijalektom mađarskoga jezika, iako se izjašnjavaju Hrvatima. Budući da je starijemu stanovništvu materinski jezik bio mađarski, hrvatski su jezik učili tek u školi, tako da je danas to mjesto jedina štokavska oaza u inače kajkavskom kraju. 
Ždala ima vrtić i osnovnu školu do, uključivo, 4. razreda, koji su područni odjeli matičnih ustanova iz Gole. Župna crkva posvećena je Presvetom Trojstvu. 
Krajobraz koji okružuje Ždalu čine poljoprivredna zemljišta rascjepkana kanalima, barama i nizama koje su obrasle grmovima i stablima na koje se nadovezuje pojas prirodnih šumskih sastojina hrasta lužnjaka i običnog graba znanih kao šuma Repaš. Na rubu te šume, uz rijeku Dravu i uz granicu s Republikom Mađarskom, nalazi se Značajni krajobraz Čambina, stari rukavac rijeke Drave. Zajedno sa šumom Repaš i poljoprivrednim površinama čini veliku biološku raznolikost, a time i veliko prirodno bogatstvo ovoga kraja.

## Stanovništvo
| broj stanovnika | 670   | 967   | 1140  | 1469  | 1564  | 1622  | 1724  | 1610  | 1577  | 1547  | 1375  | 1259  | 1070  | 847   | 718   | 583   | 461   |
|                 | 1857. | 1869. | 1880. | 1890. | 1900. | 1910. | 1921. | 1931. | 1948. | 1953. | 1961. | 1971. | 1981. | 1991. | 2001. | 2011. | 2021. |

## Promet
Zapadnim rubom sela prolazi državna cesta D210, koja spaja selo s općinskim središtem Golom i susjednom Općinom Molve.

## Šport
- NK Prekodravac Ždala 1. ŽNL Koprivničko-križevačka

## Vanjske poveznice
- Stranice Rimokatoličke župe Presvetog Trojstva Ždala  Arhivirana inačica izvorne stranice od 6. rujna 2011. (Wayback Machine)